# Rolant Xhelilaj
Rolant Hamdi Xhelilaj (ur. 28 marca 1956 w Durrësie) – albański ekonomista i polityk, deputowany do Zgromadzenia Albanii z ramienia Socjalistycznej Partii Albanii.

## Życiorys
Po ukończeniu studiów ekonomicznych w 1980 roku rozpoczął pracę w przemyśle spożywczym, następnie pracował w przedsiębiorstwie wodociągowym w Durrësie. W latach 1988–1989 był dyrektorem zakładu zajmującego się przemysłem przetwórczym.
Pracował jako ekonomista w przedsiębiorstwie wodnym w Durrësie w latach 1992-2003 oraz w działającej w sektorze prywatnym firmie Best Konstruksion w latach 2005-2013.

### Działalność polityczna
W latach 2003–2005 był sekretarzem generalnym obwodu Durrës, a od października 2013 do kwietnia 2017 pełnił funkcję prefekta tego obwodu. Jednocześnie w latach 2003-2013 należał do rady miejskiej miasta Durrës.
W wyborach parlamentarnych z 2017 roku uzyskał mandat do Zgromadzenia Albanii, reprezentując w nim Socjalistyczną Partię Albanii.